# FaceTime
FaceTime is een programma van Apple voor videotelefonie. Het is daarnaast ook de naam van het bijbehorende communicatieprotocol. FaceTime is beschikbaar voor apparaten met iOS en desktopcomputers. Voor apparaten met iOS en Android is een camera aan de voorkant vereist. Voor het gebruik op desktopcomputers is minimaal Mac OS X 10.6.6 of Windows vereist.

## Geschiedenis
FaceTime werd door toenmalig Apple-CEO Steve Jobs onthuld tijdens zijn toespraak op de WWDC van 7 juni 2010. Het programma werd tegelijk met de iPhone 4 aangekondigd, het eerste apparaat waarop het programma beschikbaar zou zijn. Bij de lancering van de vierde generatie iPod touch werd aangekondigd dat ook dit apparaat FaceTime zou ondersteunen. De naam FaceTime werd gekocht van het bedrijf FaceTime Communications Inc., dat daarna verderging onder de naam Actiance Inc.
FaceTime voor Mac OS X werd aangekondigd op 20 oktober 2010, tijdens het "Back to the Mac"-evenement. Op 24 februari 2011 verliet FaceTime de bètafase, en werd het geplaatst in de Mac App Store, met een prijs van € 0,79 (inmiddels verhoogd naar € 0,89). Volgens Apple was het bedrijf van plan het programma gratis aan te bieden, maar werd het daarvan weerhouden door de Sarbanes-Oxley act uit 2002, die het verbiedt een niet-aangekondigd onderdeel van een product aan te bieden na de release. Het programma wordt wel gratis geleverd bij nieuwe Mac-computers.
Op 2 maart 2011 werd FaceTime aangekondigd voor de nieuwe iPad 2.

## Implementatie
FaceTime kan de iPhone 4(s)/5(s)/6(s)(+)/7(+) en de vierde en vijfde generatie iPod touch, alle iPad's vanaf de iPad 2 en Mac-computers met elkaar verbinden. Oudere generaties van deze apparaten zijn niet ondersteund, ook bij apparaten die wel een camera aan de achterkant hebben. Op dit moment is het programma niet compatibel met apparaten van andere fabrikanten, of met andere programma's.
Op de iPhone is FaceTime geïntegreerd in het telefoonprogramma. Het kan tijdens het voeren van een telefoongesprek geactiveerd worden, als beide zijden van het gesprek een iPhone 4 gebruiken. Het icoon van FaceTime in het menu dat tijdens een telefoongesprek getoond wordt, is vergelijkbaar met een webcam. Het is ook mogelijk om een FaceTime-gesprek direct vanuit het adressenboek te activeren. Een gesprek via FaceTime verbruikt geen belminuten.
Voor iOS 6 was het niet mogelijk te bellen over 3G zonder een jailbreak uit te voeren. Als een jailbreak uitgevoerd is, kan de gebruiker een applicatie uit Cydia installeren die het mogelijk maakt verschillende diensten die normaal gesproken alleen met wifi te gebruiken zijn, via 3G uit te voeren.

## Standaarden
Voor FaceTime worden de volgende technologieën gebruikt:
- H.264 en AAC voor video en audio.
- SIP - IETF voip-protocollen.
- STUN, TURN en ICE IETF protocollen voor het passeren van firewalls en NAT
- RTP en SRTP standaarden voor het afleveren van realtime en gecodeerde media-streams over voip.

Bij de lancering van de iPhone 4 meldde Steve Jobs dat Apple van plan was om van FaceTime een "open standaard" te laten maken. Ze zouden hiervoor met internationale standaardisatieorganisaties samen gaan werken. Tot op heden is er nog geen open standaard bekendgemaakt. Het is onduidelijk hoever men hiermee is, aangezien er geen technologische details bekend zijn gemaakt door Apple. FaceTime wordt niet ondersteund door apparaten van andere fabrikanten.